# آتاناس میهایلوف
آتاناس میهایلوف (بلغاری: Атанас Xpиcтов Михайлов؛ ۵ ژوئیه ۱۹۴۹ – ۱ اکتبر ۲۰۰۶) بازیکن و مربی فوتبال اهل بلغارستان بود.
از باشگاه‌هایی که در آن بازی کرده‌است می‌توان به باشگاه فوتبال نئا سالامیس فاماگوستا و باشگاه فوتبال لوکوموتیو صوفیه اشاره کرد.
وی همچنین در تیم‌های ملی فوتبال زیر ۲۱ سال بلغارستان و بلغارستان بازی کرده‌است.
وی در مسابقات کشوری و بین‌المللی در مجموع برندهٔ ۱ مدال نقره شده‌است.